# Evert Aulin
Evert Aulin, född 14 september 1902 i Östra Torps församling, Malmöhus län, död 21 augusti 1961 i Lidingö, var en svensk ingenjör.
Aulin, som var son till överlärare Per Aulin och Elin Holmqvist, avlade studentexamen i Malmö 1921 samt studerade vid Technische Hochschule i Berlin och vid Lunds universitet till 1927. Han var anställd vid Aga i Lidingö från 1928, chef för optiska avdelningen där från 1940, avdelningsråd för avdelningen för teknisk fysik vid Kungliga Tekniska högskolan från 1948  och professor i fotografi där från 1960. Han företog studieresor till bland annat USA. Han utgav Kurs i geometrisk optik (1950) samt artiklar i ljudfilms- och optiska facken.